# Маслюков Олексій Семенович
Маслюков Олексій Семенович (2 червня 1904, Черкаси, Київська губернія, Російська імперія — 15 квітня 1961, Київ, УРСР, СРСР) — радянський український актор, кінорежисер і сценарист. Заслужений діяч мистецтв УРСР (1960). Кавалер орденів Вітчизняної війни II ступеня, Червоної Зірки, «Знак Пошани», нагороджений медалями.

## Біографічні відомості
Народився в родині грабаря. Навчався у Черкаському індустріальному технікумі (1920—1921). Закінчив екранне відділення Одеського державного технікуму кінематографії (1929).
Знявся у стрічці «Млин на узліссі» (1927). 
У 1929—1940 рр. — асистент режисера і кінорежисер Одеської кіностудії.
У 1940—1946 і 1952—1961рр. — режисер Київської кіностудії.
Учасник Німецько-радянської війни. 
У 1946—1952 р. працював на кіностудії «Союздитфільм» начальником Головного управління по виробництву художніх фільмів.
В останні роки життя працював Головою Комітету кінематографії при Раді Міністрів УРСР. 
З 1957 року був членом Спілки кінематографістів України.

## Фільмографія
Актор:
- «Млин на узліссі» (1927)

Режисер-постановник:
- «Народження героїні» (1932, у співавт. з К. Ігнатьєвим)
- «Діти шахтарів» (1932)
- «Сенька з „Мімози“» (1933, у співавт. з М. Маєвською; сценарист у співавт. з М. Сказбушем)
- «Карл Бруннер» (1936, у співавт. з М. Маєвською)
- «Донька партизана» (1937, у співавт. з М. Маєвською)
- «Митько Лелюк» (1938, у співавт. з М. Маєвською)
- «Команда з нашої вулиці» (1954)
- «Педагогічна поема» (1956, у співавт. з М. Маєвською; сценарист у співавт. з Й. Маневичем)
- «Партизанська іскра» (1957. Диплом І Всесоюзного кінофестивалю 1958 р. у Москві)
- «Повість наших днів» (1958)
- «З днем народження» (1962, режисер і сценарист у співавт. з М. Маєвською)